# Pálhegyi Máté
Pálhegyi Máté (1975 –)  fuvolaművész, hangszeres szólista, kamarazenész és tanár. Európa koncerttermeinek, fesztiváljainak rendszeres fellépője. 
Modern fém- és fafuvolákon, valamint korhű barokk és bécsi klasszikus hangszereken játszik. Régizenei, romantikus, impresszionista és jazz stílusban egyaránt otthonosan mozog.
Budapesten a Liszt Ferenc Zeneakadémián, valamint Bécsben tanít, mesterkurzusokat tart. 
A klasszikus repertoár mellett koncertjein gyakran szerepet kap az improvizáció is.

## Pályafutása
Diplomáit a Liszt Ferenc Zeneművészeti, valamint a Pécsi Tudományegyetemen szerezte. 
Az egyetemi tanulmányok mellett az Attersee Barokk Akadémián barokk fuvolát, kamarazenét, és barokk interpretációt tanult. Hangversenyeit 1997 óta a Magyar Rádió rendszeresen közvetíti élő adásban. 2003-ban jelent meg első szólólemeze La musique címmel, amely a századelős Párizs fuvolás kamarazenéit tartalmazza. Azóta több mint húsz lemezfelvételen működött közre.
Olyan művészekkel, együttesekkel dolgozik (vagy dolgozott) együtt, mint Czidra László, Vajda József, Reinhard Goebel és a Musica Antiqua Köln, Spányi Miklós, Gryllus Dániel, Palya Bea, a Forrás Kamarazenei Műhely, az Auer Vonósnégyes, a Cappella Savaria, valamint az Aura Musicale. Más művészetek iránti nyitottságát jelzi, hogy közös produkciót hozott létre Balkay Géza, Horgas Ádám, Pokorny Lia, Scherer Péter és Bálint András színművészekkel is.